# (933) Susi
(933) Susi – planetoida z pasa głównego asteroid okrążająca Słońce w ciągu 3 lat i 237 dni w średniej odległości 2,37 au. Została odkryta 10 lutego 1927 roku w Landessternwarte Heidelberg-Königstuhl w Heidelbergu przez Karla Reinmutha. Nazwa pochodzi od imienia żony polskiego astronoma Kazimierza Graffa, dyrektora obserwatorium astronomicznego w Wiedniu. Przed nadaniem nazwy planetoida nosiła oznaczenie tymczasowe (933) 1927 CH.